# زينو الفيروني
زينو الفيروني (بالإنجليزية: Zeno of Verona) حوالي (300 - 371 أو 380) كان الأسقف المسيحي الأول لفيرونا أو شهيد. هو قديس في الكنيسة الكاثوليكية الرومانية وفي الكنيسة الأرثوذكسية الشرقية.